# Dodge Stratus
Dodge Stratus – samochód osobowy klasy średniej produkowany przez amerykańską markę Dodge w latach 1995 – 2006.

## Pierwsza generacja

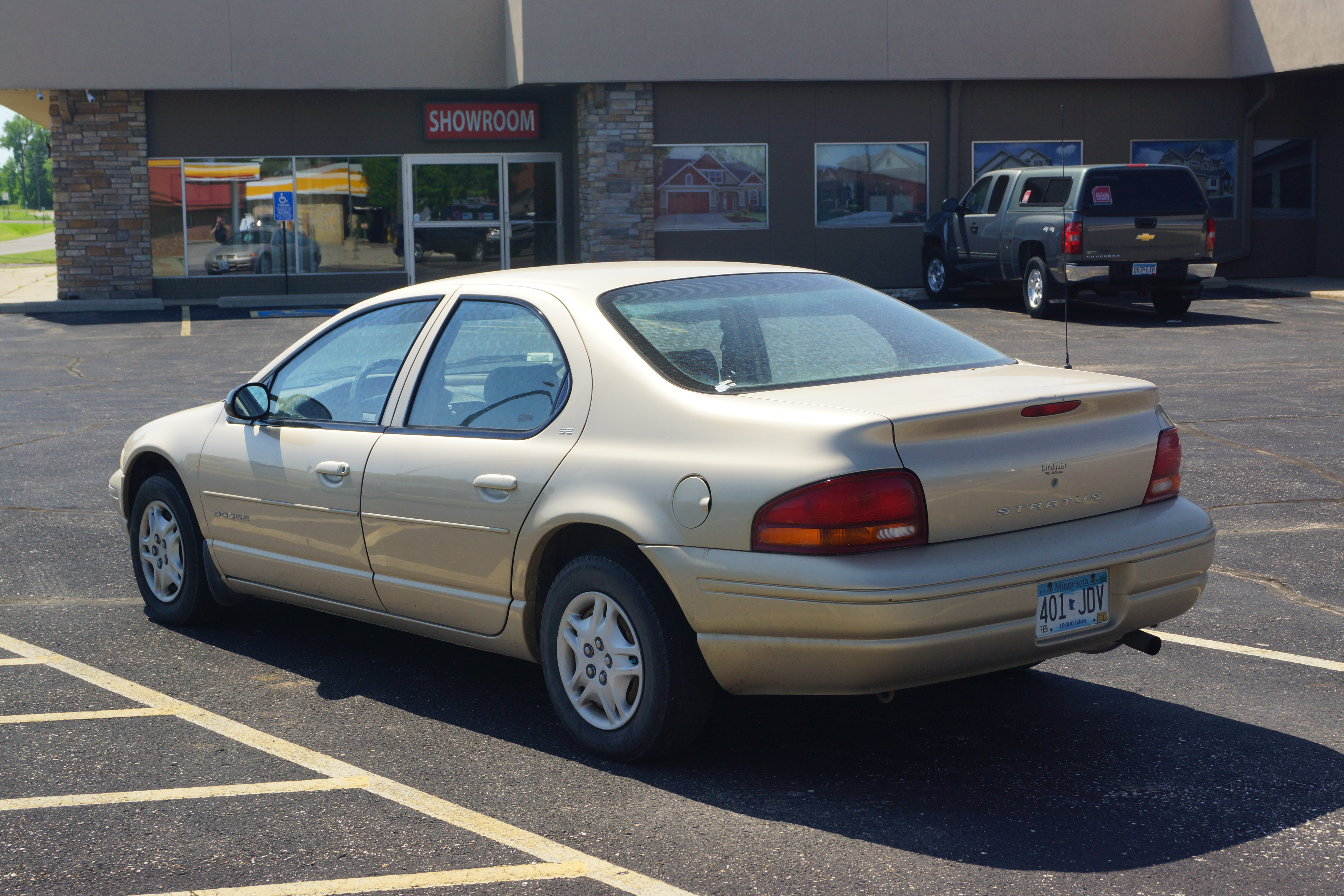
Dodge Stratus I - tył

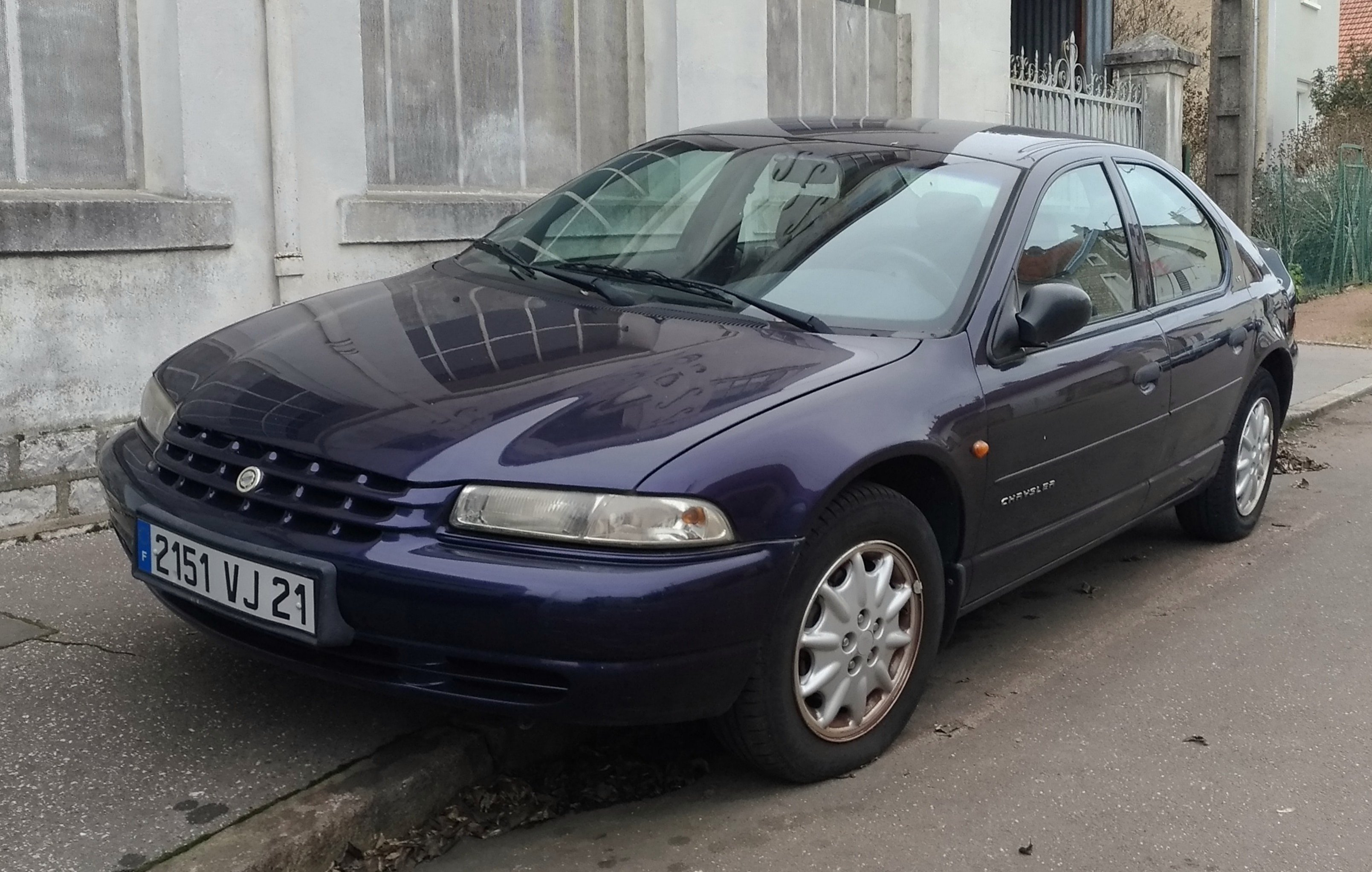
europejski Chrysler Stratus

Dodge Stratus I został zaprezentowany po raz pierwszy w 1995 roku.
Dodge Stratus był pośrednią ofertą wśród trzech samochodów opartych na platformie JA. Topowym modelem był Cirrus, zaś niższą opcją Breeze. Stratusa zaprezentowano po raz pierwszy w 1995 roku w dwóch wersjach wyposażenia: SE, z silnikiem 2.0 L R4 w standardzie, lub SOHC 2.4 L R4 jako opcją, oraz ES, z silnikiem DOHC 2.4 L w standardzie, i opcjonalnym 2.5 L V6. Akumulator umieszczono w nietypowym miejscu, z przodu wewnątrz lewego błotnika. Najprostszy dostęp do baterii uzyskuje się po zdjęciu lewego koła, nie jest to jednak konieczne.
Wszystkie trzy samochody miały wiele wspólnych części. Z zewnątrz były do siebie bardzo podobne, różniły się praktycznie tylko przednimi kratkami wlotu powietrza, tylnymi zderzakami i światłami, oraz rozmiarem felg. Najwięcej różnic było we wnętrzu.
Wszystkie trzy warianty platformy JA dostępne były z podobnymi elementami wyposażenia, takimi, jak czterobiegowa automatyczna skrzynia biegów, ABS, regulacja kierownicy, tempomat, elektrycznie podnoszone okna, centralny zamek, elektrycznie regulowany fotel kierowcy, skórzana tapicerka, klimatyzacja, automatyczna antena, 6-płytowa zmieniarka, szyberdach, pilot centralnego zamka, alarm, itp. Pięciobiegowa ręczna skrzynia biegów dostępna była z silnikiem 2.0 L. Samochody te nie posiadały wyposażenia, które znaleźć było można w wyższej klasy modelach Intrepid czy Accord, czyli m.in. nawigacji, czy też automatycznej klimatyzacji.
Turbodoładowaną wersję Stratusa sprzedawano w Meksyku, z silnikiem 2.4 L DOHC R4 oraz czterobiegową automatyczną skrzynią biegów z opcją AutoStick. Samochód ten miał 170 koni mechanicznych (125 kW) przy 5200 obrotów, oraz 293 NM przy 2200 obrotach.

### Europa
Stratus sprzedawany był w Europie, z silnikami 2.0 L i z 2.5 L V6, jako Chrysler Stratus, jednakże zachował początkowo wygląd Dodge-a (charakterystyczny grill z krzyżem). Inne różnice polegały m.in. na zastosowaniu w europejskiej wersji składanych lusterek wstecznych, elektrycznie regulowanych przednich świateł, tylnych świateł przeciwmgielnych, itp. Oferowany w Europie Chrysler Stratus Cabrio był niczym innym, tylko przemianowanym modelem Sebring Convertible pierwszej generacji, który co prawda współdzielił ze Stratusem, Cirrusem i Breeze wiele części mechanicznych, ale oparty był na zupełnie innej patformie JX.

### Silniki
- L4 2.0 L A588
- L4 2.4 L EDZ
- L4 2.4 L EY7
- V6 2.5 L Mitsubishi 6G73

## Druga generacja

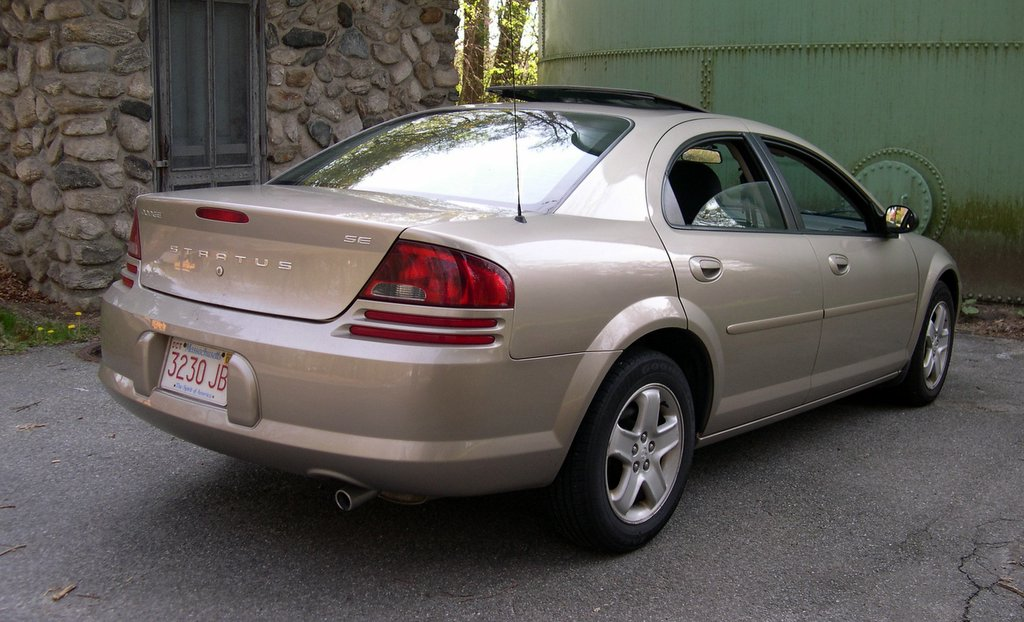
Dodge Stratus II - tył

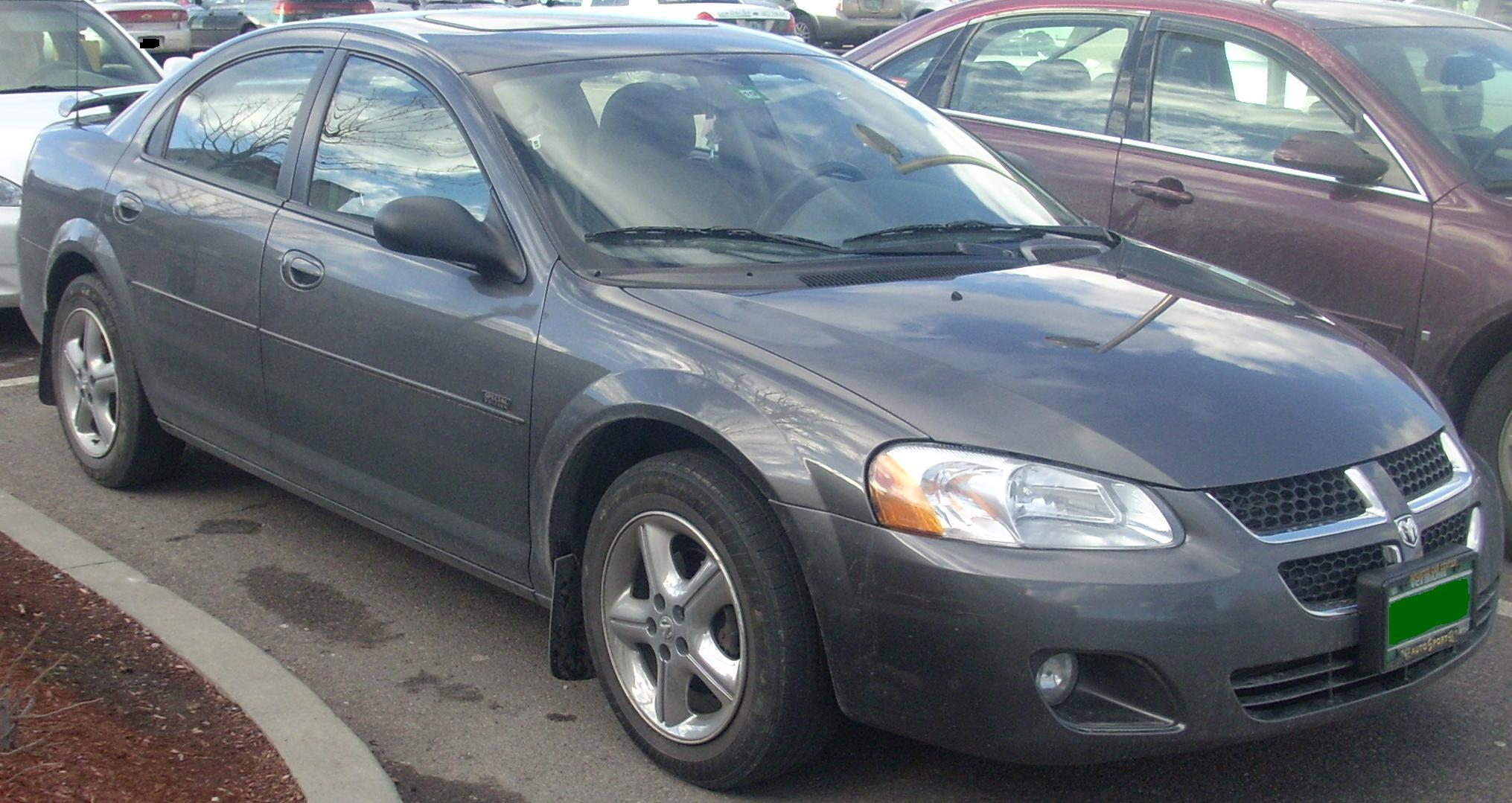
Dodge Stratus II po liftingu

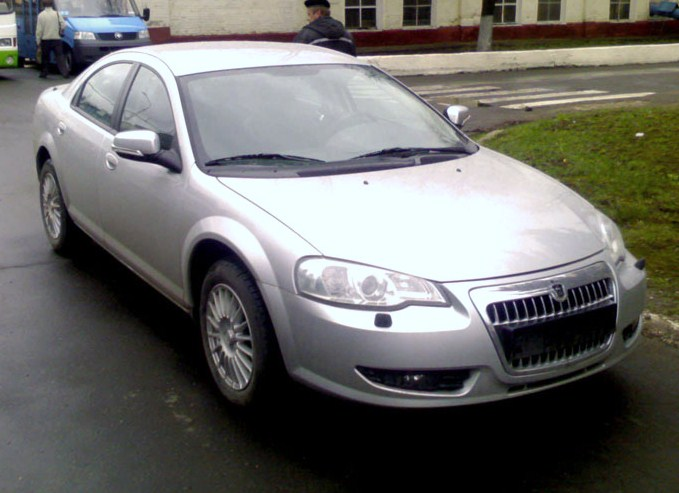
rosyjski Gaz Volga Siber

Dodge Stratus II został zaprezentowany po raz pierwszy w 2000 roku.
W 2001 roku Stratus został jedynym przedstawicielem rodziny „Cloud Cars”. Chrysler Cirrus zmienił nazwę na Sebring, a Breeze nie doczekał się następcy w związku z likwidacją marki.  Dało to nazwę dwóm samochodom, 2-drzwiowemu coupé i 4-drzwiowemu sedanowi, jednak nie łączyło ich nic prócz nazwy i kilku zewnętrznych szczegółów (co jednak pozwalało sprzedawać je jako jeden samochód). Sedany Stratus i Sebring w drugiej generacji wykorzystywały zmodernizowaną JA-platform, nazwaną odtąd JR-platform. 
W 2004 roku dokonano nieznacznych poprawek stylistycznych samochodu, które jednak nie zdołały poprawić sprzedaży samochodu. Produkcję zakończono w maju 2006 roku.

### Stratus R/T
W Meksyku pojawiła się turbodoładowana wersja Stratus R/T. Jego silnik 2.4 L poddano pewnym ulepszeniom w 2001 roku, podnosząc moc do 215 koni mechanicznych. Silnik ten zostanie użyty później w Stanach Zjednoczonych w samochodzie Dodge SRT-4. Silniki Stratusa R/T budowane w okresie od marca 2004 r. posiadały 228 koni mechanicznych przy 5200 obrotach, oraz 319 NM momentu przy 4200 obrotach na minutę. Stratusa R/T z turbodoładowaniem poznać można po oznaczeniu "High Output" z tyłu auta.

### GAZ Volga Siber
Dodge Stratus trzeciej generacji, wraz z Chryslerem Sebringiem, od 2007 lub 2008 roku byli produkowani w Rosji, oraz sprzedawani pod rosyjską marką. Licencja oraz linia produkcyjna zostały sprzedane w kwietniu 2006 roku rosyjskiemu miliarderowi Olegowi Deripasce, do którego należy fabryka GAZ w Niżnym Nowogrodzie, budująca samochody Wołga. Cena wyniosła około 151 milionów dolarów. Nowa fabryka miała produkować ponad 65.000 samochodów rocznie. Czterocylidrowe silniki miały być produkowane w Meksyku i kupowane od Chryslera.

### Silniki
- L4 2.4 L EDZ
- V6 2.7 L EER